# Liste der Stolpersteine in Bochum

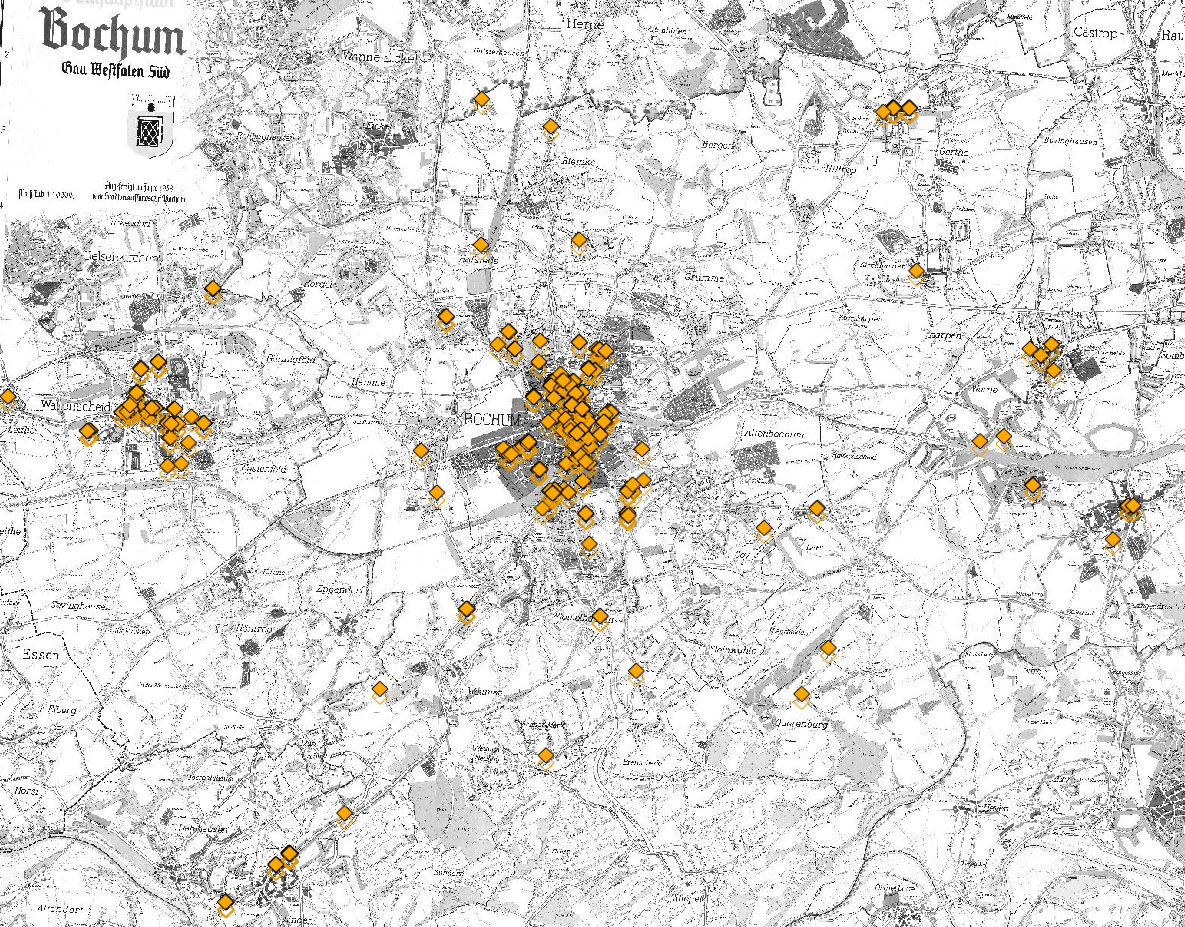
Stolpersteine in Bochum

Die Liste der Stolpersteine in Bochum enthält alle Stolpersteine, die von Gunter Demnig in Bochum verlegt worden sind. Sie sollen an die Opfer des Nationalsozialismus erinnern, die in Bochum ihren letzten bekannten Wohnsitz hatten, bevor sie deportiert, ermordet, vertrieben oder in den Suizid getrieben wurden.

## Hintergrund
Seit November 2004 hat das Stadtarchiv – Bochumer Zentrum für Stadtgeschichte viele Verlegeaktionen organisiert, bei denen der Künstler Gunter Demnig bisher drei Stolperschwellen und 361 Stolpersteine an mehr als über 150 Orten verlegt hat (Stand: Oktober 2024).
Mit den Stolpersteinen wird Personen gedacht, die in Bochum ihre Wohn- oder Wirkungsstätte hatten. Die Stolpersteine wurden größtenteils vor dem letzten aus freien Stücken gewählten Wohnhaus der betreffenden Personen verlegt.
Die Stadtteile sind nach der Stadtgliederung Bochums (Grafik) angelegt.
 Karte mit allen Koordinaten: OSM|WikiMap
| Ortsbezirke                                       |
| ------------------------------------------------- |
| Nord • Mitte • Ost • Süd • Südwest • Wattenscheid |